# كولن مكلاود
كولِن مونرو مَكلاود (بالإنجليزية: Colin Munro MacLeod)‏ (28 يناير 1909 – 11 فبراير 1972) كان عالم وراثة كندي-أمريكي، وكان أحد العلماء الثلاث الذين اكتشفوا أن الحمض النووي الريبوزي منقوص الأكسجين أو الدنا هو المسؤول عن تحول الخصائص الفيزيائية للبكتيريا، وهو ما قاد بعد ذلك إلى تحديد أنه الجزيء المسؤول عن الوراثة.

## سيرته
وُلد ماكلويد في بورت هاستينغز بنوفا سكوشا، وهو أحد ثمانية أطفال لمعلمة مدرسة ووزير مشيخية اسكتلندي، دخل جامعة مكغيل بسن الـ16 بعد أن تخطى ثلاث سنوات في المدرسة الأساسية وأكمل دراسته في الطب بعمر 23 سنة.

## بحوثه
أثبتت أعوامه الأولى في البحث رفقة أوزوالد آفري وماكلين ماكرتي أن الدنا هو الجزيء المسؤول على تحول البكتيريا ومنه الأساس الفيزيائي للجين، في سنة 1941 فصل ماكلويد مستخلص خام ناعم من الذرية (‘S’) للمكورات الرئوية، السبب الأكثر شيوعا لذات الرئة البكتيري، ذرية S المستخلصة يمكن أن تُحوِّل الذرية (‘R’) الخشنة الحميدة من المكورات الرئوية إلى الذرية S، لاحقا من ذلك العام انضم ماكرثي لمختبر أيفري وفي سنة 1942 بدأت المجموعة بالتركيز على الدنا كعامل مسؤول في مستخلص الذرية S على تحول الذرية R إلى S، وفي بداية 1943 أوضح أيفري وماكلويد وماكرثي أن الدنا هو عامل التحول وفي فبراير 1944 نشروا أول سلسلة من البحوث العلمية في جريدة الطب التجريبي مبينين أن الدنا هو مبدأ التحول، أكدت تجارب لاحقة أن الدنا هو حامل المعلومة الوراثية، ورغم جهودهم الكبيرة التي أصبحت تعرف بتجربة إيفري ومكلاود ومكارتي، لم يحصل الثلاثي على جائزة نوبل على اكتشافهم.